# Air Baru (Mekakau Ilir)
Air Baru is een bestuurslaag in het regentschap Ogan Komering Ulu Selatan van de provincie Zuid-Sumatra, Indonesië. Air Baru telt 681 inwoners (volkstelling 2010).